# Reno 911!
Reno 911! è una serie televisiva statunitense del 2003, creata da Robert Ben Garant, Thomas Lennon e Kerri Kenney-Silver.
La serie ha uno stile parodistico nei confronti dei mockumentary o documentari televisivi riguardanti le forze dell'ordine, in particolare Cops, che segue i poliziotti nei loro doveri quotidiani come inseguire i criminali o intervenire nelle dispute domestiche e non; nel caso di Reno 911! sono gli attori comici ad interpretare i poliziotti.
La serie è stata trasmessa per la prima volta negli Stati Uniti su Comedy Central dal 23 luglio 2003 all'8 luglio 2009, per un totale di 88 episodi ripartiti su sei stagioni. Un revival della serie è stato presentato in anteprima il 4 maggio 2020 sulla piattaforma di streaming Quibi; la serie è poi stata rinnovata per un'ulteriore stagione (l'ottava) il 3 settembre 2020. In Italia il doppiaggio in lingua della serie (in voice-over) è stato trasmesso su Paramount Comedy e Comedy Central dal 23 aprile 2007, mandando in onda la terza e la quarta stagione. In seguito Comedy Central ha trasmesso dalla quinta all'ottava stagione dal 24 ottobre 2023 al 3 aprile 2024 con doppiaggio classico.
Gran parte dei dialoghi della serie sono frutto di improvvisazione, mentre gli elementi della trama di base dello spettacolo sono sceneggiati.

## Episodi
| Stagione         | Episodi | Prima TV USA | Prima TV Italia |
| ---------------- | ------- | ------------ | --------------- |
| Prima stagione   | 14      | 2003         | inedita         |
| Seconda stagione | 16      | 2004         | inedita         |
| Terza stagione   | 13      | 2005         | 2007            |
| Quarta stagione  | 14      | 2006-2007    | 2007            |
| Quinta stagione  | 16      | 2008         | 2024            |
| Sesta stagione   | 15      | 2009         | 2024            |
| Settima stagione | 25      | 2020         | 2023            |
| Ottava stagione  | 11      | 2022         | 2023            |

## Personaggi e interpreti
- Tenente Jim Dangle (stagioni 1-8), interpretato da Thomas Lennon, doppiato da Sergio Lucchetti (st. 3-4) e Nanni Baldini (st. 5-8).
- Agente Trudy Wiegel (stagioni 1-8), interpretata da Kerri Kenney-Silver, doppiata da Daniela Calò.
- Agente Sven Jones (stagioni 1-8), interpretato da Cedric Yarbrough, doppiato da Massimo Bitossi.
- Agente James Oswaldo Garcia (stagioni 1-5, 7-8), interpretato da Carlos Alazraqui, doppiato da Paolo Marchese.
- Agente Clementine Johnson (stagioni 1-5, 7-8), interpretata da Wendi McLendon-Covey, doppiata da Anna Cesareni.
- Agente Raineesha Williams (stagioni 1-8), interpretata da Niecy Nash, doppiata da Anna Cugini (st.3-4) e Alessandra Cassioli (st. 5-8).
- Agente Travis Junior (stagioni 1-8), interpretato da Robert Ben Garant, doppiato da Gianluca Solombrino.
- Agente Cherisha Kimball (stagioni 3-5, 7-8), interpretata da Mary Birdsong, doppiata da Paola Majano.
- Sergente Jack Declan (stagioni 6-8), interpretato da Ian Roberts, doppiato da Alberto Bognanni.
- Agente Frank Salvatore Rizzo (stagioni 6-8), interpretato da Joe Lo Truglio, doppiato da Daniele De Lisi.

## Produzione
La serie è stata in gran parte girata a Reno (Nevada).

## Altri media

### Lungometraggi
La serie ha generato un film intitolato Reno 911!: Miami, uscito nel 2007. Nel film, gli agenti sono chiamati a salvare la giornata dopo che un attacco terroristico ha interrotto una convention della polizia nazionale, rinchiudendo oltre 2000 agenti di polizia in un hotel a Miami Beach durante uno spring break. In Italia è stato trasmesso su Sky Cinema Mania il 4 febbraio 2010.
Nel dicembre 2017, Nash ha rivelato che un altro film è in fase di produzione. Il 23 dicembre 2021, la piattaforma streaming Paramount+ ha pubblicato Reno 911! - Alla ricerca di QAnon. Il film coinvolge gli agenti del dipartimento dello sceriffo di Reno mentre danno la caccia a Q, il misterioso capo dietro a tutte le cospirazioni di QAnon. I loro sforzi li fanno rimanere bloccati a una convention di QAnon in una crociera.
Il 28 ottobre 2022 è stato annunciato l'uscita di un terzo film su Comedy Central. Un film natalizio intitolato Reno 911! It's a Wonderful Heist è stato presentato in anteprima il 3 dicembre 2022.

## Riconoscimenti
- Critics' Choice Award
  - 2021 - Candidatura alla miglior serie di breve durata[7]
- Primetime Emmy Award
  - 2020 - Candidatura alla miglior serie comica o drammatica di breve durata[8]
  - 2020 - Candidatura alla miglior attrice in una serie comica o drammatica di breve durata a Kerri Kenney-Silver[8]
  - 2021 - Candidatura alla miglior serie comica, drammatica o di varietà di breve durata[8]
  - 2021 - Candidatura alla miglior attrice in una serie comica o drammatica di breve durata a Kerri Kenney-Silver[8]
- GLAAD Media Award
  - 2004 - Candidatura alla miglior serie comica[9]
- Gracie Allen Award
  - 2010 - Miglior attrice non protagonista in una serie comica a Niecy Nash[10]